# Cosa nuestra
Cosa nuestra è il quinto album in studio del cantante portoricano Rauw Alejandro, pubblicato il 15 novembre 2024 dalla Sony Latin.
Il titolo richiama volutamente Cosa nostra, termine associato alla mafia siciliana, un chiaro riferimento alle sue origini familiari legate a Palermo e all'estetica di quella newyorkese, che ha influenzato il progetto.

## Tracce
1. Cosa nuestra – 4:20
2. Déjame entrar – 4:14
3. Qué pasaria (con Bad Bunny) – 3:11
4. Tú con él – 4:49
5. Committed (con Pharrell Williams) – 2:39
6. Espresso Martini (con Marconi Impara & Yan Block) – 3:11
7. Baja pa' acá (con Alexis y Fido) – 3:20
8. Ni me conozco – 3:49
9. Il Capo – 4:09
10. Revolú (feat. Ivy Queen) (con Feid) – 3:35
11. Mil mujeres – 2:48
12. Khé? (con Romeo Santos) – 3:26
13. Se fue (con Laura Pausini) – 4:00 – cover di Laura Pausini
14. Pasaporte (con Mr. NaisGai) – 4:26
15. Touching the Sky – 3:07
16. Amar de nuevo – 4:28
17. 2:12 AM (con Latin Mafia) – 3:31
18. SexxxMachine – 3:56